# Hasin
Hasin je priimek več oseb:
- Abram Matvejevič Hasin, sovjetski general
- Melissa Hasin, ameriška čelistka